# Coupe Davis
« Coupe du monde de tennis » et « Coupe du monde de tennis masculin » redirige ici.  Pour la coupe du monde de tennis féminin, voir Fed Cup.
Pour les articles homonymes, voir Davis.
 (février 2025).

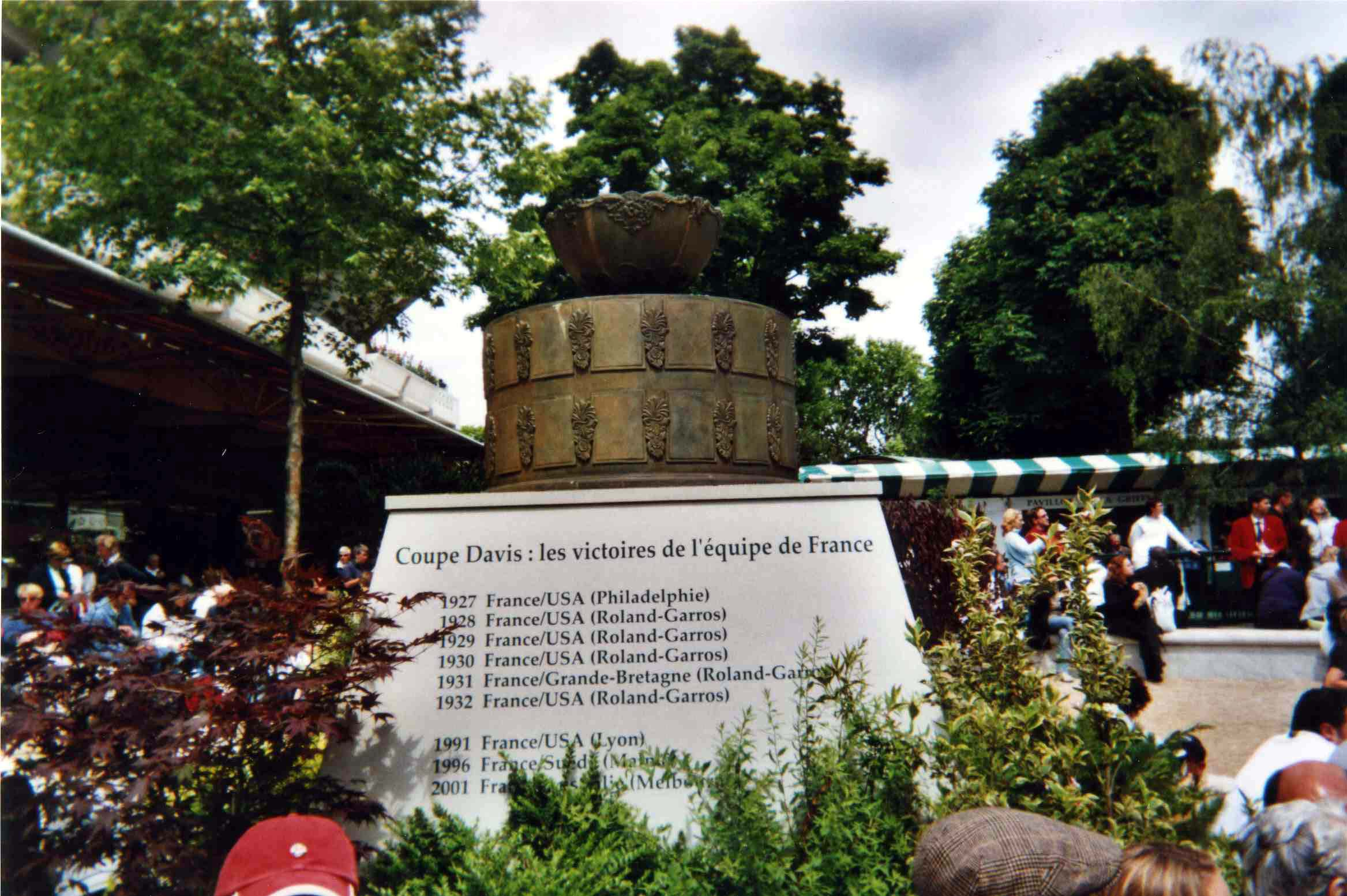
Commémoration des victoires françaises (au stade Roland-Garros).

La Coupe Davis est un tournoi international annuel de tennis professionnel masculin par nations. Créée en 1900 par Dwight Davis, elle est organisée par la Fédération internationale de tennis.
Initialement appelée International Lawn Tennis Challenge (littéralement : « défi international de tennis sur gazon »), elle n'oppose d'abord que la Grande-Bretagne et les États-Unis et ne s'ouvre à d'autres nations qu'à partir de 1904. Elle ne prend son nom actuel qu'en 1945 après la mort de son créateur. Depuis 2017, elle est également nommée Coupe du monde de tennis, tout comme la Fed Cup,, son pendant féminin. Le caractère collectif de la Coupe Davis tranche avec les autres grands tournois de tennis, sport individuel par excellence malgré l'existence du double.
Le plus grand nombre de titres est détenu par les États-Unis avec 32 victoires, devant l'Australie et ses 28 victoires. Individuellement, les joueurs les plus titrés dans l'histoire de la compétition sont Roy Emerson et Stan Smith avec 8 titres remportés chacun.
Le trophée de la Coupe Davis est surnommé Saladier d'argent en français.

## Histoire

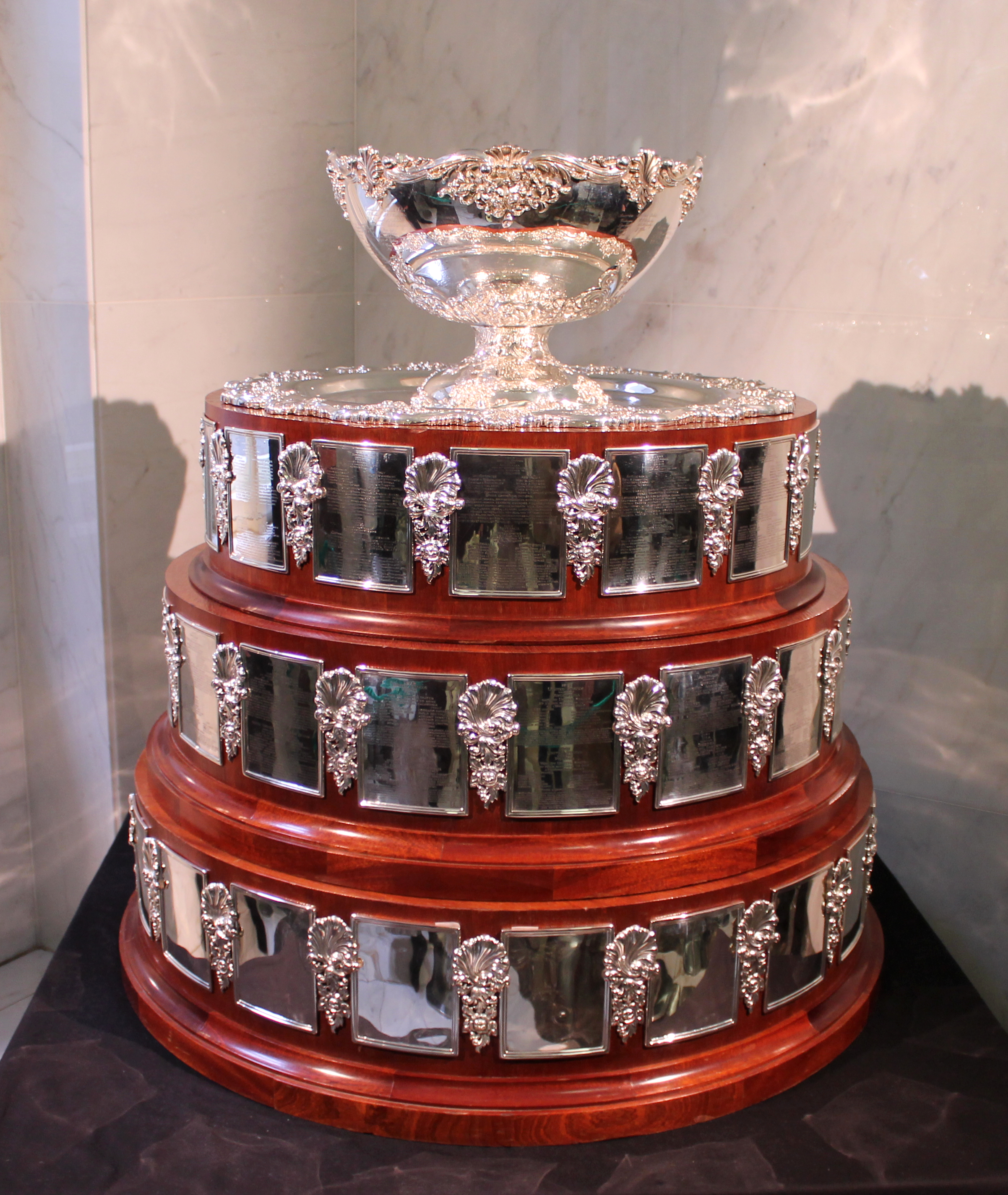
Le Saladier d'argent, trophée de la Coupe Davis.

En 1899, Dwight Davis (1879-1945), un étudiant américain de l'Université Harvard, l'un des meilleurs joueurs de tennis du moment, a l'idée de créer une compétition annuelle internationale mettant aux prises les États-Unis et la Grande-Bretagne. La première coupe Davis se déroule à Boston, Massachusetts, sur les courts en gazon du Longwood Cricket Club, du 7 au 10 août 1900. L'année suivante, la rencontre n'est pas reconduite, mais en 1902 le tournoi a repris avec une nouvelle coupe, un immense saladier en argent acheté par Dwight Davis environ 1 000 $. Le nom de l'équipe gagnante est gravé chaque année sur le socle qui soutient le Saladier d'argent et le vainqueur le garde jusqu'à la finale suivante.
Entre 1900 et 1910, seulement six équipes prennent part à l'épreuve : les États-Unis, le Royaume-Uni (sous le nom d'Îles britanniques), la Belgique, la France, l'Autriche-Hongrie et l'Australasie (équipe d'Australie et Nouvelle-Zélande). Très vite, pourtant, la compétition s'ouvre « à toutes les nations civilisées d'Orient en Occident », selon un slogan de la Coupe Davis au début des années 1920. 34 nations sont ainsi en compétition en 1927. La Coupe Davis est alors la seule compétition à vocation véritablement mondiale du calendrier sportif. Aujourd'hui, 133 nations se disputent le Saladier d'argent.
La formule du Groupe mondial à partir des années 80 a totalement régénéré la compétition. La Coupe Davis est redevenue un événement sportif de premier plan. Avec le développement mondial du tennis, la domination des États-Unis et de l'Australie a été battue en brèche. Les nations européennes sont devenues des puissances majeures. Il y eut la période faste de la Suède (années 1980 et 1990), de l'Allemagne, de la France, de la Russie et de l'Espagne. Au fil du temps, les matchs ont été de plus en plus mis en scène avec supporteurs bariolés, drapeaux, etc.
Mais à partir des années 2010, la Coupe Davis connaît une nouvelle période de doute. Les grands joueurs la voient de plus en plus comme un fardeau qui vient perturber leur calendrier, considéré comme très chargé, des têtes de séries ne prennent pas part à la compétition, surtout dans les premiers tours. Une mesure demandée aurait été l'application d'un bye pour le gagnant. Les pays estiment aussi que l'organisation d'un match est de plus en plus difficile à assumer financièrement. Des voix demandent de nouvelles réformes. L'ITF proposa en 2017 un lifting, parfois décrié : finale sur terrain neutre, matchs en deux sets gagnants, garantie pour le finaliste de jouer à domicile,.
Le 16 août 2018, à Orlando, en Floride, les membres de la Fédération internationale de tennis adoptent à la majorité des deux-tiers (71,4 % des voix) une réforme radicale de la compétition. À partir de 2019, la compétition voit la création d'une « phase finale » réunissant dix-huit équipes. Cette phase finale se dispute sur une semaine en fin de saison, sur terrain neutre et les rencontres se jouent sur trois matchs (deux simples et un double) au meilleur des trois sets. Le but est d'attirer de nouveau les meilleurs joueurs de l'ATP qui, une fois la coupe Davis gagnée, n'y participaient plus, rendant les résultats peu crédibles aux yeux de certains spectateurs et entraînant une fuite du public et des commanditaires,. Cependant, de nombreux joueurs (actuels et anciens) expriment leur hostilité vis-à-vis de cette réforme. De plus, de nombreuses stars du circuits, telles Alexander Zverev, Novak Djokovic et Roger Federer, critiquent le format et les pratiques de cette nouvelle compétition mais surtout sa place dans le calendrier. Elle est cependant jouée par les meilleurs tennismen.
Son nouveau format, adopté en 2019, évolue à partir de 2022 avec une phase finale séparée en deux phases : la phase de groupes disputée au mois de septembre dans différents lieux en Europe, puis la phase à élimination directe réunissant les huit dernières équipes en lice, disputée sur une semaine en fin de saison (fin novembre) dans un lieu unique.
D'autres compétitions ou exhibitions par équipes ont été créées par la suite : la World Team Cup (1989-2012), compétition masculine par pays sur une semaine, la Hopman Cup (1989-2019) qui rassemble 8 équipes formées par un joueur et une joueuse d'un même pays, la Laver Cup (2017-) où s'affrontent deux équipes masculines, l'une européenne et l'autre du reste du monde, L'United Cup (2022-), nouvelle compétition mixte entre nations, le  World Team Challenge (2009-) qui réunit d'anciens champions et des joueurs en activité ou encore l'International Premier Tennis League (2014-2016) qui se déroule en plusieurs tournois avec des équipes mixtes d'anciens champions et de joueurs en activité.

## Format

### Compétition
À l'origine, la nation détentrice du Saladier d'argent n'avait, l'année suivante, qu'à défendre son titre contre la nation qui avait battu toutes les autres, au cours d'une ultime rencontre appelée « Challenge Round ». D'abord regroupés en un seul championnat, les prétendants ont ensuite été répartis par zones géographiques :
- 1923 : création des zones Amérique et Europe ;
- 1952 : création de la zone Est ;
- 1959 : scission de la zone Amérique : Nord & Centre et Sud ;
- 1964 : scission de la zone Est scindée en deux : A et B ;
- 1966 : scission de la zone Europe scindée en deux : A et B.

Les vainqueurs de chaque zone se rencontraient ensuite dans une finale « inter-zone » permettant de déterminer le concurrent au titre.
La formule change une première fois en 1972, le vainqueur de l'année précédente devant désormais passer les tours comme les autres équipes. Puis le règlement est revu en profondeur en 1981, avec l'apparition d'un tableau final sur quatre tours, où s'affronte une élite des seize meilleures nations de la planète dénommée « Groupe mondial ». Les autres équipes sont alors regroupées en trois nouvelles zones géographiques (Amérique, Asie et Océanie, Europe et Afrique), chacune subdivisées en quatre divisions (Groupe I, II, III et IV, du mieux au moins bien classé). Un système de promotions et de rétrogradations est mis en place chaque année, associé pour les groupes supérieurs à un tournoi de barrage, où les meilleures nations d'un groupe rencontrent les plus faibles du groupe supérieur.
Lorsque deux équipes sont appelées à se rencontrer, les matchs sont disputés chez celle qui s'est déplacée lors de leur dernière opposition. La surface sur laquelle se joueront les matchs est choisie par le pays hôte.
À partir de 2018, les équipes finalistes sont assurées de jouer à domicile lors du 1er tour de l'édition suivante. Cette règle n'a été appliquée qu'une seule fois, pour la rencontre de la Hongrie contre la Belgique en 2018 qui a été jouée à Liège.
En août 2018, l'ITF adopte un changement radical de la formule de la coupe Davis : le tournoi se déroulera sur une seule semaine, en novembre, sur terrain neutre, au meilleur de trois matchs (deux simples et un double), en trois sets. Cette réforme très controversée dans le monde du tennis sera appliquée dès 2019 à Madrid. 18 équipes s'affronteront en 6 poules de 3 dont les vainqueurs et les 2 meilleurs deuxièmes se qualifieront pour les quarts de finale.
Le 4 octobre 2024, la Fédération internationale de tennis (ITF) a annoncé un nouveau format pour la Coupe Davis à partir de 2025. Ce format prévoit une phase de qualification et une phase finale.
La phase de qualification se déroule sur deux tours :
- Premier tour : 26 équipes s’affrontent en matchs aller-retour. Les 13 équipes victorieuses se qualifient pour le tour suivant.
- Deuxième tour : Les 13 équipes qualifiées au premier tour et le vainqueur de l’année précédente s’affrontent également en matchs aller-retour. Les 7 équipes victorieuses rejoignent le pays hôte pour la phase finale.

La phase finale, ou Final 8, se déroule en novembre et réunit 8 équipes : les 7 équipes qualifiées et le pays hôte. Les équipes s’affrontent en matchs à élimination directe jusqu’à la désignation du vainqueur.
Ce nouveau format marque un retour à un format plus traditionnel avec davantage de matchs à domicile et à l’extérieur, tout en conservant une phase finale concentrée sur un seul lieu,.

### Rencontres
Depuis sa création en 1900 jusqu'à l'édition 2018, la formule des rencontres reste inchangée. Comme instaurée par Dwight Davis, elles se déroulent sur trois jours, au cours desquels quatre simples sont entrecoupés d'un double, tous au format trois sets gagnants. Depuis l'édition 2019 tous les matchs sont joués en deux sets gagnants et les rencontres de la phase finale ne comportent plus que deux simples et un double.
Format historique
Quatre compositions possibles pour les équipes à choisir jusqu'à 10 jours avant le début de la rencontre sans précisions sur quel joueur jouera les simples ou le double :
- 2 joueurs + 1 capitaine joueur = 3,
- 3 joueurs + 1 capitaine joueur = 4,
- 3 joueurs + 1 capitaine non joueur = 3,
- 4 joueurs + 1 capitaine non joueur = 4,
- 5 joueurs + 1 capitaine non joueur = 5 (à partir de l'édition 2018).

Le capitaine choisit ses deux joueurs pour le simple et pour le double. Le capitaine choisit l'ordre de ses joueurs de manière arbitraire. Deux joueurs de la sélection peuvent être changés jusqu'à 1 heure avant le tirage au sort (il détermine quel no 1 jouera le premier, il a lieu le jour précédant la rencontre à au moins 24 h du premier match).
- Vendredi premier match : n° 1 équipe X contre n° 2 équipe Y,
- Vendredi deuxième match : n° 2 équipe X contre n° 1 équipe Y
- Samedi troisième match : doubles n'importe quels joueurs de la sélection
- Dimanche quatrième match : n° 1 équipe X contre n° 1 équipe Y
- Dimanche cinquième match : n° 2 équipe X contre n° 2 équipe Y

Le remplacement d'un joueur blessé ou malade est autorisé avec l'aval du juge arbitre, en choisissant un joueur de la sélection. Pour les changements ou les remplacements du dimanche, le capitaine devra choisir un joueur n'ayant pas joué un des deux premiers matchs, c'est-à-dire que le joueur du quatrième match (le no 1) ne saurait être remplacé par le no 2 de son équipe et le joueur du cinquième match (le no 2) par le joueur no 1. Les changements doivent être faits, pour le 4e match, jusqu'à une heure avant son début et, pour le 5e match, jusqu'à 10 minutes après la fin du précédent.
En 1989, la Coupe Davis accepte le principe du jeu décisif (tie-break en anglais) sauf pour la 5e  manche. En 2016, le jeu décisif est étendu pour toutes les manches. Ces deux réformes limitent le risque des matchs interminables qui faisaient le sel de la compétition.
Format actuel
Une réforme controversée, qui ne fut pas acceptée en 2017, prit finalement effet en 2019. Il s'agit d'une refonte totale de la compétition, en plus des changements du format général, les rencontres ont elles aussi subi de nombreuses modifications.
Tous les matchs se jouent maintenant en deux sets gagnants.
Excepté celles de la phase finale, les rencontres se déroulent sur deux jours : pas de changement pour le 1er jour qui voit toujours se jouer les deux 1ers simples ; en revanche pendant la 2de journée se déroule le double puis les deux derniers simples.
Les rencontres de la phase finale sont celles ayant subi le plus de changements. Elles sont réduites à trois matchs : deux simples suivis d'un double, le tout sur une journée.

### Points et classements
En 2001, la Fédération internationale de tennis crée un classement des nations. Ce dernier sert notamment à déterminer les têtes de série à tous les niveaux de la compétition.
Le classement est mis à jour deux fois par an : après la phase qualificative et après la phase finale.
Il tient compte des résultats sur les quatre dernières années, avec une pondération décroissante selon l'ancienneté. Ainsi, les résultats sur l'année en cours rapporte 100 % des points gagnés, ceux de l'année précédente 75 %, ceux d'il y a deux ans 50 % et ceux d'il y a trois ans 25 %.
Les points d'une année dépendent du tour atteint, auxquels sont ajoutés des éventuels bonus :
- le classement: une victoire contre un adversaire mieux classé octroie un bonus (voir tableau),
- 200 points supplémentaires sont alloués pour la victoire en finale et 10 pour un match gagné dans les Groupes mondiaux I et II,
- une victoire à l'extérieur est majorée de 25 % (non applicable aux rencontres de la phase finale se jouant sur terrain neutre).

Depuis 2019, les points sont distribués de la manière suivante :
| Tour                  | Tour              | Points |
| --------------------- | ----------------- | ------ |
| Phase finale          | Finale            | 300    |
| Phase finale          | Demi-finales      | 200    |
| Phase finale          | Quarts de finale  | 150    |
| Phase finale          | Poules            | 100    |
| Divisions inférieures | Groupe mondial I  | 50     |
| Divisions inférieures | Groupe mondial II | 40     |
| Divisions inférieures | Groupes III       | 40     |
| Divisions inférieures | Groupes IV        | 35     |
| Divisions inférieures | Groupes V         | 30     |

| Rang de l'adversaire    | Points |
| ----------------------- | ------ |
| 1er & 2e                | 10     |
| 3e & 4e                 | 9      |
| 5e à 8e                 | 8      |
| 9e à 16e                | 7      |
| 17e à 32e               | 6      |
| 33e à 64e               | 5      |
| au delà de la 65e place | 4      |

Le classement des 20 premières nations en date du 6 février 2023 est décrit dans le tableau ci-dessous (la Russie et la Biélorussie sont bannies du classement en raison de l'invasion de l'Ukraine par la Russie de 2022) :
| Rang | Nation          | Points | #  |
| ---- | --------------- | ------ | -- |
| 1er  | Italie          | 637,25 | 22 |
| 2e   | Australie       | 519,75 | 21 |
| 3e   | Canada          | 477,5  | 18 |
| 4e   | Pays-Bas        | 462    | 19 |
| 5e   | Allemagne       | 449,5  | 18 |
| 6e   | États-Unis      | 432,5  | 17 |
| 7e   | Serbie          | 393,75 | 15 |
| 8e   | Croatie         | 393    | 13 |
| 9e   | France          | 390,75 | 14 |
| 10e  | Espagne         | 389    | 14 |
| 11e  | Tchéquie        | 387,5  | 14 |
| 12e  | Grande-Bretagne | 387,25 | 14 |
| 13e  | Finlande        | 383,25 | 14 |
| 14e  | Belgique        | 368    | 12 |
| 15e  | Argentine       | 360,5  | 13 |
| 16e  | Chili           | 358,75 | 12 |
| 17e  | Brésil          | 354,75 | 10 |
| 18e  | Slovaquie       | 324,25 | 10 |
| 19e  | Corée du Sud    | 342,5  | 12 |
| 20e  | Suède           | 341,15 | 14 |

La Coupe Davis a attribué des points pour les joueurs comptant pour le classement ATP de 2009 à 2015, en vue de motiver davantage les meilleurs joueurs à y participer. Cette réforme décrite comme injuste par certains joueurs, conscients que la course aux points est défavorisée selon la nationalité, est supprimée en 2016.

## Palmarès

Représentation du Saladier d'argent.

| Édition | Vainqueur                                | Score                                    | Finaliste                                | Date                                                                       | Lieu                                                                       | Ville                                                                      | Surface                                                                    |
| --- | ---------------------------------------- | ---------------------------------------- | ---------------------------------------- | -------------------------------------------------------------------------- | -------------------------------------------------------------------------- | -------------------------------------------------------------------------- | -------------------------------------------------------------------------- |
| 1900 | États-Unis                               | 3 - 0                                    | Îles Britanniques                        | 8-10 août                                                                  | Longwood C.C.                                                              | Boston                                                                     | Gazon                                                                      |
| 1901 | Non disputée                             | Non disputée                             | Non disputée                             | Non disputée                                                               | Non disputée                                                               | Non disputée                                                               | Non disputée                                                               |
| 1902 | États-Unis                               | 3 - 2                                    | Îles Britanniques                        | 6-8 août                                                                   | Crescent Athletic Club                                                     | New York                                                                   | Gazon                                                                      |
| 1903 | Îles Britanniques                        | 4 - 1                                    | États-Unis                               | 4-8 août                                                                   | Longwood C.C.                                                              | Boston                                                                     | Gazon                                                                      |
| La compétition devient internationale (auparavant réservée aux États-Unis et aux Îles Britanniques, toutes les nations peuvent maintenant participer.)                                                                                        |                                          |                                          |                                          |                                                                            |                                                                            |                                                                            |                                                                            |
| 1904 | Îles Britanniques                        | 5 - 0                                    | Belgique                                 | 2-5 juillet                                                                | All England Club                                                           | Londres                                                                    | Gazon                                                                      |
| 1905 | Îles Britanniques                        | 5 - 0                                    | États-Unis                               | 21-24 juillet                                                              | All England Club                                                           | Londres                                                                    | Gazon                                                                      |
| 1906 | Îles Britanniques                        | 5 - 0                                    | États-Unis                               | 21-24 juin                                                                 | All England Club                                                           | Londres                                                                    | Gazon                                                                      |
| 1907 | Australasie                              | 3 - 2                                    | Îles Britanniques                        | 20-23 juillet                                                              | All England Club                                                           | Londres                                                                    | Gazon                                                                      |
| 1908 | Australasie                              | 3 - 2                                    | États-Unis                               | 27-30 novembre                                                             | Albert Ground                                                              | Melbourne                                                                  | Gazon                                                                      |
| 1909 | Australasie                              | 5 - 0                                    | États-Unis                               | 27-30 novembre                                                             | Double Bay Grounds                                                         | Sydney                                                                     | Gazon                                                                      |
| 1910 | Non disputée                             | Non disputée                             | Non disputée                             | Non disputée                                                               | Non disputée                                                               | Non disputée                                                               | Non disputée                                                               |
| 1911 | Australasie                              | 5 - 0                                    | États-Unis                               | 1er-3 jan. 1912                                                            | Hagley Park                                                                | Christchurch                                                               | Gazon                                                                      |
| 1912 | Îles Britanniques                        | 3 - 2                                    | Australasie                              | 28-30 novembre                                                             | Albert Ground                                                              | Melbourne                                                                  | Gazon                                                                      |
| 1913 | États-Unis                               | 3 - 2                                    | Royaume-Uni                              | 25-28 juillet                                                              | All England Club                                                           | Londres                                                                    | Gazon                                                                      |
| 1914 | Australie                                | 3 - 2                                    | États-Unis                               | 13 - 15 août                                                               | West Side T.C.                                                             | New York                                                                   | Gazon                                                                      |
| 1915-1918 | Non disputées : Première Guerre mondiale | Non disputées : Première Guerre mondiale | Non disputées : Première Guerre mondiale | Non disputées : Première Guerre mondiale                                   | Non disputées : Première Guerre mondiale                                   | Non disputées : Première Guerre mondiale                                   | Non disputées : Première Guerre mondiale                                   |
| 1919 | Australie                                | 4 - 1                                    | Royaume-Uni                              | 16-21 jan. 1920                                                            | Double Bay Grounds                                                         | Sydney                                                                     | Gazon                                                                      |
| 1920 | États-Unis                               | 5 - 0                                    | Australie                                | 30 déc.-2 jan. 1921                                                        | Domain C.C.                                                                | Auckland                                                                   | Gazon                                                                      |
| 1921 | États-Unis                               | 5 - 0                                    | Japon                                    | 2-5 septembre                                                              | West Side T.C.                                                             | New York                                                                   | Gazon                                                                      |
| 1922 | États-Unis                               | 4 - 1                                    | Australie                                | 1er-5 septembre                                                            | West Side T.C.                                                             | New York                                                                   | Gazon                                                                      |
| 1923 | États-Unis                               | 4 - 1                                    | Australie                                | 31 août-1er sept.                                                          | West Side T.C.                                                             | New York                                                                   | Gazon                                                                      |
| 1924 | États-Unis                               | 5 - 0                                    | Australie                                | 11-13 septembre                                                            | Germantown C.C.                                                            | Philadelphie                                                               | Gazon                                                                      |
| 1925 | États-Unis                               | 5 - 0                                    | France                                   | 11-13 septembre                                                            | Germantown C.C.                                                            | Philadelphie                                                               | Gazon                                                                      |
| 1926 | États-Unis                               | 4 - 1                                    | France                                   | 9-11 septembre                                                             | Germantown C.C.                                                            | Philadelphie                                                               | Gazon                                                                      |
| 1927 | France                                   | 3 - 2                                    | États-Unis                               | 8-10 septembre                                                             | Germantown C.C.                                                            | Philadelphie                                                               | Gazon                                                                      |
| 1928 | France                                   | 4 - 1                                    | États-Unis                               | 27-29 juillet                                                              | Stade Roland-Garros                                                        | Paris                                                                      | Terre battue                                                               |
| 1929 | France                                   | 3 - 2                                    | États-Unis                               | 26-28 juillet                                                              | Stade Roland-Garros                                                        | Paris                                                                      | Terre battue                                                               |
| 1930 | France                                   | 4 - 1                                    | États-Unis                               | 25-27 juillet                                                              | Stade Roland-Garros                                                        | Paris                                                                      | Terre battue                                                               |
| 1931 | France                                   | 3 - 2                                    | Royaume-Uni                              | 24-26 juillet                                                              | Stade Roland-Garros                                                        | Paris                                                                      | Terre battue                                                               |
| 1932 | France                                   | 3 - 2                                    | États-Unis                               | 29-31 juillet                                                              | Stade Roland-Garros                                                        | Paris                                                                      | Terre battue                                                               |
| 1933 | Royaume-Uni                              | 3 - 2                                    | France                                   | 28-30 juillet                                                              | Stade Roland-Garros                                                        | Paris                                                                      | Terre battue                                                               |
| 1934 | Royaume-Uni                              | 4 - 1                                    | États-Unis                               | 28-31 juillet                                                              | All England Club                                                           | Londres                                                                    | Gazon                                                                      |
| 1935 | Royaume-Uni                              | 5 - 0                                    | États-Unis                               | 27-30 juillet                                                              | All England Club                                                           | Londres                                                                    | Gazon                                                                      |
| 1936 | Royaume-Uni                              | 3 - 2                                    | Australie                                | 25-28 juillet                                                              | All England Club                                                           | Londres                                                                    | Gazon                                                                      |
| 1937 | États-Unis                               | 4 - 1                                    | Royaume-Uni                              | 24-27 juillet                                                              | All England Club                                                           | Londres                                                                    | Gazon                                                                      |
| 1938 | États-Unis                               | 3 - 2                                    | Australie                                | 3-5 septembre                                                              | Germantown C.C.                                                            | Philadelphie                                                               | Gazon                                                                      |
| 1939 | Australie                                | 3 - 2                                    | États-Unis                               | 2-5 septembre                                                              | Merion Cricket Club                                                        | Haverford                                                                  | Gazon                                                                      |
| 1940-1945 | Non disputées : Seconde Guerre mondiale  | Non disputées : Seconde Guerre mondiale  | Non disputées : Seconde Guerre mondiale  | Non disputées : Seconde Guerre mondiale                                    | Non disputées : Seconde Guerre mondiale                                    | Non disputées : Seconde Guerre mondiale                                    | Non disputées : Seconde Guerre mondiale                                    |
| 1946 | États-Unis                               | 5 - 0                                    | Australie                                | 26-30 décembre                                                             | Stade de Kooyong                                                           | Melbourne                                                                  | Gazon                                                                      |
| 1947 | États-Unis                               | 4 - 1                                    | Australie                                | 30 août-1er sep.                                                           | West Side T.C.                                                             | New York                                                                   | Gazon                                                                      |
| 1948 | États-Unis                               | 5 - 0                                    | Australie                                | 4-6 septembre                                                              | West Side T.C.                                                             | New York                                                                   | Gazon                                                                      |
| 1949 | États-Unis                               | 4 - 1                                    | Australie                                | 26-28 août                                                                 | West Side T.C.                                                             | New York                                                                   | Gazon                                                                      |
| 1950 | Australie                                | 4 - 1                                    | États-Unis                               | 25-27 août                                                                 | West Side T.C.                                                             | New York                                                                   | Gazon                                                                      |
| 1951 | Australie                                | 3 - 2                                    | États-Unis                               | 26-28 décembre                                                             | White City Stadium                                                         | Sydney                                                                     | Gazon                                                                      |
| 1952 | Australie                                | 4 - 1                                    | États-Unis                               | 29-31 décembre                                                             | Memorial Drive                                                             | Adélaïde                                                                   | Gazon                                                                      |
| 1953 | Australie                                | 3 - 2                                    | États-Unis                               | 28-31 décembre                                                             | Stade de Kooyong                                                           | Melbourne                                                                  | Gazon                                                                      |
| 1954 | États-Unis                               | 3 - 2                                    | Australie                                | 27-29 décembre                                                             | White City Stadium                                                         | Sydney                                                                     | Gazon                                                                      |
| 1955 | Australie                                | 5 - 0                                    | États-Unis                               | 26-28 août                                                                 | West Side T.C.                                                             | New York                                                                   | Gazon                                                                      |
| 1956 | Australie                                | 5 - 0                                    | États-Unis                               | 26-28 décembre                                                             | Memorial Drive                                                             | Adélaïde                                                                   | Gazon                                                                      |
| 1957 | Australie                                | 3 - 2                                    | États-Unis                               | 26-28 décembre                                                             | Stade de Kooyong                                                           | Melbourne                                                                  | Gazon                                                                      |
| 1958 | États-Unis                               | 3 - 2                                    | Australie                                | 29-31 décembre                                                             | Milton Courts                                                              | Brisbane                                                                   | Gazon                                                                      |
| 1959 | Australie                                | 3 - 2                                    | États-Unis                               | 28-31 août                                                                 | West Side T.C.                                                             | New York                                                                   | Gazon                                                                      |
| 1960 | Australie                                | 4 - 1                                    | Italie                                   | 26-28 décembre                                                             | White City Stadium                                                         | Sydney                                                                     | Gazon                                                                      |
| 1961 | Australie                                | 5 - 0                                    | Italie                                   | 26-28 décembre                                                             | Stade de Kooyong                                                           | Melbourne                                                                  | Gazon                                                                      |
| 1962 | Australie                                | 5 - 0                                    | Mexique                                  | 26-28 décembre                                                             | Milton Courts                                                              | Brisbane                                                                   | Gazon                                                                      |
| 1963 | États-Unis                               | 3 - 2                                    | Australie                                | 26-28 décembre                                                             | Memorial Drive                                                             | Adélaïde                                                                   | Gazon                                                                      |
| 1964 | Australie                                | 3 - 2                                    | États-Unis                               | 25-28 septembre                                                            | Harold Clark Courts                                                        | Cleveland                                                                  | Terre battue                                                               |
| 1965 | Australie                                | 4 - 1                                    | Espagne                                  | 27-29 décembre                                                             | White City Stadium                                                         | Sydney                                                                     | Gazon                                                                      |
| 1966 | Australie                                | 4 - 1                                    | Inde                                     | 26-28 décembre                                                             | Stade de Kooyong                                                           | Melbourne                                                                  | Gazon                                                                      |
| 1967 | Australie                                | 4 - 1                                    | Espagne                                  | 26-28 décembre                                                             | Milton Courts                                                              | Brisbane                                                                   | Gazon                                                                      |
| 1968 | États-Unis                               | 4 - 1                                    | Australie                                | 26-28 décembre                                                             | Memorial Drive                                                             | Adélaïde                                                                   | Gazon                                                                      |
| 1969 | États-Unis                               | 5 - 0                                    | Roumanie                                 | 19-21 septembre                                                            | Harold Clark Courts                                                        | Cleveland                                                                  | Dur                                                                        |
| 1970 | États-Unis                               | 5 - 0                                    | Allemagne de l'Ouest                     | 29-31 août                                                                 | Harold Clark Courts                                                        | Cleveland                                                                  | Dur                                                                        |
| 1971 | États-Unis                               | 3 - 2                                    | Roumanie                                 | 8-11 octobre                                                               | Olde Providence R.C.                                                       | Charlotte                                                                  | Terre battue (verte)                                                       |
| Disparition du "Challenge Round" (le vainqueur de l'édition précédente n'est plus qualifié d'office pour la finale) |                                          |                                          |                                          |                                                                            |                                                                            |                                                                            |                                                                            |
| 1972 | États-Unis                               | 3 - 2                                    | Roumanie                                 | 13-15 octobre                                                              | Club Sportiv Progresul                                                     | Bucarest                                                                   | Terre battue                                                               |
| La compétition devient "Open" (tous les joueurs, professionnels comme amateurs, sont autorisés à jouer) |                                          |                                          |                                          |                                                                            |                                                                            |                                                                            |                                                                            |
| 1973 | Australie                                | 5 - 0                                    | États-Unis                               | 30 nov.-2 déc.                                                             | Auditorium Public                                                          | Cleveland                                                                  | Moquette (int.)                                                            |
| 1974 | Afrique du Sud                           | Forfait                                  | Inde                                     | L'Inde ne se rend pas en Afrique du Sud pour protester contre l'apartheid. | L'Inde ne se rend pas en Afrique du Sud pour protester contre l'apartheid. | L'Inde ne se rend pas en Afrique du Sud pour protester contre l'apartheid. | L'Inde ne se rend pas en Afrique du Sud pour protester contre l'apartheid. |
| 1975 | Suède                                    | 3 - 2                                    | Tchécoslovaquie                          | 19-21 décembre                                                             | Kungliga Tennishalle                                                       | Stockholm                                                                  | Moquette (int.)                                                            |
| 1976 | Italie                                   | 4 - 1                                    | Chili                                    | 17-19 décembre                                                             | Stade National                                                             | Santiago                                                                   | Terre battue                                                               |
| 1977 | Australie                                | 3 - 1                                    | Italie                                   | 2-4 décembre                                                               | White City Stadium                                                         | Sydney                                                                     | Gazon                                                                      |
| 1978 | États-Unis                               | 4 - 1                                    | Royaume-Uni                              | 8-10 décembre                                                              | Mission Hills C.C.                                                         | Rancho Mirage                                                              | Dur                                                                        |
| 1979 | États-Unis                               | 5 - 0                                    | Italie                                   | 14-16 décembre                                                             | Civic Auditorium                                                           | San Francisco                                                              | Moquette (int.)                                                            |
| 1980 | Tchécoslovaquie                          | 4 - 1                                    | Italie                                   | 5-7 décembre                                                               | Sportovní hala                                                             | Prague                                                                     | Moquette (int.)                                                            |
| Refonte du format (création du "Groupe mondial") |                                          |                                          |                                          |                                                                            |                                                                            |                                                                            |                                                                            |
| 1981 | États-Unis                               | 3 - 1                                    | Argentine                                | 11-13 décembre                                                             | Riverfront Coliseum                                                        | Cincinnati                                                                 | Moquette (int.)                                                            |
| 1982 | États-Unis                               | 4 - 1                                    | France                                   | 26-28 novembre                                                             | Palais des sports                                                          | Grenoble                                                                   | Terre battue (int.)                                                        |
| 1983 | Australie                                | 3 - 2                                    | Suède                                    | 26-28 décembre                                                             | Stade de Kooyong                                                           | Melbourne                                                                  | Gazon                                                                      |
| 1984 | Suède                                    | 4 - 1                                    | États-Unis                               | 16-18 décembre                                                             | Scandinavium                                                               | Göteborg                                                                   | Terre battue (int.)                                                        |
| 1985 | Suède                                    | 3 - 2                                    | Allemagne de l'Ouest                     | 20-22 décembre                                                             | Olympiahalle                                                               | Munich                                                                     | Moquette (int.)                                                            |
| 1986 | Australie                                | 3 - 2                                    | Suède                                    | 26-28 décembre                                                             | Stade de Kooyong                                                           | Melbourne                                                                  | Gazon                                                                      |
| 1987 | Suède                                    | 5 - 0                                    | Inde                                     | 18-20 décembre                                                             | Scandinavium                                                               | Göteborg                                                                   | Terre battue (int.)                                                        |
| 1988 | Allemagne de l'Ouest                     | 4 - 1                                    | Suède                                    | 16-18 décembre                                                             | Scandinavium                                                               | Göteborg                                                                   | Terre battue (int.)                                                        |
| 1989 | Allemagne de l'Ouest                     | 3 - 2                                    | Suède                                    | 15-17 décembre                                                             | Schleyer Halle                                                             | Stuttgart                                                                  | Moquette (int.)                                                            |
| 1990 | États-Unis                               | 3 - 2                                    | Australie                                | 30 nov.-2 déc.                                                             | SunCoast Dome                                                              | St. Petersburg                                                             | Terre battue (int.)                                                        |
| 1991 | France                                   | 3 - 1                                    | États-Unis                               | 29 nov.-1er déc.                                                           | Palais des sports                                                          | Lyon                                                                       | Moquette (int.)                                                            |
| 1992 | États-Unis                               | 3 - 1                                    | Suisse                                   | 4-6 décembre                                                               | Tarrant County                                                             | Fort Worth                                                                 | Dur (int.)                                                                 |
| 1993 | Allemagne                                | 4 - 1                                    | Australie                                | 3-5 décembre                                                               | Palais des Expositions                                                     | Düsseldorf                                                                 | Terre battue (int.)                                                        |
| 1994 | Suède                                    | 4 - 1                                    | Russie                                   | 2-4 décembre                                                               | Stade Olympique                                                            | Moscou                                                                     | Moquette (int.)                                                            |
| 1995 | États-Unis                               | 3 - 2                                    | Russie                                   | 1er-3 décembre                                                             | Stade Olympique                                                            | Moscou                                                                     | Terre battue (int.)                                                        |
| 1996 | France                                   | 3 - 2                                    | Suède                                    | 29 nov.-1er déc.                                                           | Centre Massan                                                              | Malmö                                                                      | Dur (int.)                                                                 |
| 1997 | Suède                                    | 5 - 0                                    | États-Unis                               | 28-30 novembre                                                             | Scandinavium                                                               | Göteborg                                                                   | Moquette (int.)                                                            |
| 1998 | Suède                                    | 4 - 1                                    | Italie                                   | 4-6 décembre                                                               | Mediolanum Forum                                                           | Milan                                                                      | Terre battue (int.)                                                        |
| 1999 | Australie                                | 3 - 2                                    | France                                   | 2-5 décembre                                                               | Acropolis Expositions                                                      | Nice                                                                       | Terre battue (int.)                                                        |
| 2000 | Espagne                                  | 3 - 1                                    | Australie                                | 8-10 décembre                                                              | Palau Sant Jordi                                                           | Barcelone                                                                  | Terre battue (int.)                                                        |
| 2001 | France                                   | 3 - 2                                    | Australie                                | 30 nov.-2 déc.                                                             | Rod Laver Arena                                                            | Melbourne                                                                  | Gazon                                                                      |
| 2002 | Russie                                   | 3 - 2                                    | France                                   | 29 nov.-1er déc.                                                           | Paris-Bercy                                                                | Paris                                                                      | Terre battue (int.)                                                        |
| 2003 | Australie                                | 3 - 1                                    | Espagne                                  | 28-30 novembre                                                             | Rod Laver Arena                                                            | Melbourne                                                                  | Gazon                                                                      |
| 2004 | Espagne                                  | 3 - 2                                    | États-Unis                               | 2-5 décembre                                                               | Stade olympique                                                            | Séville                                                                    | Terre battue (int.)                                                        |
| 2005 | Croatie                                  | 3 - 2                                    | Slovaquie                                | 2-4 décembre                                                               | Sibamac Arena                                                              | Bratislava                                                                 | Dur (int.)                                                                 |
| 2006 | Russie                                   | 3 - 2                                    | Argentine                                | 1er-3 décembre                                                             | Stade Olympique                                                            | Moscou                                                                     | Dur (int.)                                                                 |
| 2007 | États-Unis                               | 4 - 1                                    | Russie                                   | 29 nov.-2 déc.                                                             | Memorial Coliseum                                                          | Portland                                                                   | Dur (int.)                                                                 |
| 2008 | Espagne                                  | 3 - 1                                    | Argentine                                | 21-23 novembre                                                             | Islas Malvinas                                                             | Mar del Plata                                                              | Dur (int.)                                                                 |
| 2009 | Espagne                                  | 5 - 0                                    | Tchéquie                                 | 4-6 décembre                                                               | Palau Sant Jordi                                                           | Barcelone                                                                  | Terre battue (int.)                                                        |
| 2010 | Serbie                                   | 3 - 2                                    | France                                   | 3-5 décembre                                                               | Belgrade Arena                                                             | Belgrade                                                                   | Dur (int.)                                                                 |
| 2011 | Espagne                                  | 3 - 1                                    | Argentine                                | 2-4 décembre                                                               | Stade olympique                                                            | Séville                                                                    | Terre battue (int.)                                                        |
| 2012 | Tchéquie                                 | 3 - 2                                    | Espagne                                  | 16-18 novembre                                                             | O2 Arena                                                                   | Prague                                                                     | Dur (int.)                                                                 |
| 2013 | Tchéquie                                 | 3 - 2                                    | Serbie                                   | 15-17 novembre                                                             | Kombank Arena                                                              | Belgrade                                                                   | Dur (int.)                                                                 |
| 2014 | Suisse                                   | 3 - 1                                    | France                                   | 21-23 novembre                                                             | Stade Pierre-Mauroy                                                        | Villeneuve-d'Ascq                                                          | Terre battue (int.)                                                        |
| 2015 | Royaume-Uni                              | 3 - 1                                    | Belgique                                 | 27-29 novembre                                                             | Flanders Expo                                                              | Gand                                                                       | Terre battue (int.)                                                        |
| 2016 | Argentine                                | 3 - 2                                    | Croatie                                  | 25-27 novembre                                                             | Arena Zagreb                                                               | Zagreb                                                                     | Dur (int.)                                                                 |
| 2017 | France                                   | 3 - 2                                    | Belgique                                 | 24-26 novembre                                                             | Stade Pierre-Mauroy                                                        | Villeneuve-d'Ascq                                                          | Dur (int.)                                                                 |
| 2018 | Croatie                                  | 3 - 1                                    | France                                   | 23-25 novembre                                                             | Stade Pierre-Mauroy                                                        | Villeneuve-d'Ascq                                                          | Terre battue (int.)                                                        |
| Refonte du format (toutes les rencontres de la phase finale se tiennent en un seul lieu sur une semaine. Chaque rencontre se déroule sur une seule journée au meilleur des trois matchs et les matchs se jouent au format deux sets gagnants) |                                          |                                          |                                          |                                                                            |                                                                            |                                                                            |                                                                            |
| 2019 | Espagne                                  | 2 - 0                                    | Canada                                   | 24 novembre                                                                | Caja Mágica                                                                | Madrid                                                                     | Dur (int.)                                                                 |
| 2020-2021 | Russie                                   | 2 - 0                                    | Croatie                                  | 5 décembre                                                                 | Madrid Arena                                                               | Madrid                                                                     | Dur (int.)                                                                 |
| 2022 | Canada                                   | 2 - 0                                    | Australie                                | 27 novembre                                                                | Palacios de Deportes                                                       | Malaga                                                                     | Dur (int.)                                                                 |
| 2023 | Italie                                   | 2 - 0                                    | Australie                                | 26 novembre                                                                | Palacios de Deportes                                                       | Malaga                                                                     | Dur (int.)                                                                 |
| 2024 | Italie                                   | 2 - 0                                    | Pays-Bas                                 | 24 novembre                                                                | Palacios de Deportes                                                       | Malaga                                                                     | Dur (int.)                                                                 |

À propos des inscriptions sur la coupe
Sur la coupe sont inscrits année par année le nom des joueurs vainqueurs sélectionnés pour la finale, qu'ils aient joué ou non. À contrario, les joueurs ayant participé aux 1ers tours mais pas à la finale n'ont pas leur nom gravés. Sauf en 1978 et 1979 où tous les joueurs de l'équipe vainqueur ont été gravés sur la coupe. Depuis 1956 figure également le nom du capitaine.
Depuis l'abolition du "Challenge Round" en 1972, trois joueurs ont vu leur nom inscrit sur la coupe sans avoir joué :
- Ross Case 1977,
- Olivier Delaitre 1991,
- Goran Ivanišević en  2005.

## Vainqueurs et finalistes

### Depuis la création de la compétition (1900)
Seize nations ont remporté la Coupe Davis et vingt-quatre ont atteint la finale depuis la création de la compétition.
| Rang | Pays                             | Titres | Années de victoire | Finales | Années de défaite en finale |
| ---- | -------------------------------- | ------ | --- | ------- | --- |
| 1er  | États-Unis                       | 32     | 1900, 1902, 1913, 1920, 1921, 1922, 1923, 1924, 1925, 1926, 1937, 1938, 1946, 1947, 1948, 1949, 1954, 1958, 1963, 1968, 1969, 1970, 1971, 1972, 1978, 1979, 1981, 1982, 1990, 1992, 1995, 2007 | 29      | 1903, 1905, 1906, 1908, 1909, 1911, 1914, 1927, 1928, 1929, 1930, 1932, 1934, 1935, 1939, 1950, 1951, 1952, 1953, 1955, 1956, 1957, 1959, 1964, 1973, 1984, 1991, 1997, 2004 |
| 2e   | Australasie Australie*1          | 28     | 1907, 1908, 1909, 1911, 1914, 1919, 1939, 1950, 1951, 1952, 1953, 1955, 1956, 1957, 1959, 1960, 1961, 1962, 1964, 1965, 1966, 1967, 1973, 1977, 1983, 1986, 1999, 2003                         | 21      | 1912, 1920, 1922, 1923, 1924, 1936, 1938, 1946, 1947, 1948, 1949, 1954, 1958, 1963, 1968, 1990, 1993, 2000, 2001, 2022, 2023                                                 |
| 3e   | France                           | 10     | 1927, 1928, 1929, 1930, 1931, 1932, 1991, 1996, 2001, 2017 | 9       | 1925, 1926, 1933, 1982, 1999, 2002, 2010, 2014, 2018 |
| 4e   | Îles Britanniques Royaume-Uni*2  | 10     | 1903, 1904, 1905, 1906, 1912, 1933, 1934, 1935, 1936, 2015 | 8       | 1900, 1902, 1907, 1913, 1919, 1931, 1937, 1978 |
| 5e   | Suède                            | 7      | 1975, 1984, 1985, 1987, 1994, 1997, 1998 | 5       | 1983, 1986, 1988, 1989, 1996 |
| 6e   | Espagne                          | 6      | 2000, 2004, 2008, 2009, 2011, 2019 | 4       | 1965, 1967, 2003, 2012 |
| 7e   | Italie                           | 3      | 1976, 2023, 2024 | 6       | 1960, 1961, 1977, 1979, 1980, 1998 |
| 8e   | Russie                           | 3      | 2002, 2006, 2021 | 3       | 1994, 1995, 2007 |
| 9es  | Tchécoslovaquie Tchéquie*3       | 3      | 1980, 2012, 2013 | 2       | 1975, 2009 |
| 9es  | Allemagne de l'Ouest Allemagne*4 | 3      | 1988, 1989, 1993 | 2       | 1970, 1985 |
| 11e  | Croatie                          | 2      | 2005, 2018 | 2       | 2016, 2021 |
| 12e  | Argentine                        | 1      | 2016 | 4       | 1981, 2006, 2008, 2011 |
| 13es | Serbie                           | 1      | 2010 | 1       | 2013 |
| 13es | Suisse                           | 1      | 2014 | 1       | 1992 |
| 13es | Canada                           | 1      | 2022 | 1       | 2019 |
| 16e  | Afrique du Sud                   | 1      | 1974 | 0       | |
| 17es | Inde                             | 0      | | 3       | 1966, 1974, 1987 |
| 17es | Roumanie                         | 0      | | 3       | 1969, 1971, 1972 |
| 17es | Belgique                         | 0      | | 3       | 1904, 2015, 2017 |
| 20es | Japon                            | 0      | | 1       | 1921 |
| 20es | Mexique                          | 0      | | 1       | 1962 |
| 20es | Chili                            | 0      | | 1       | 1976 |
| 20es | Slovaquie                        | 0      | | 1       | 2005 |
| 20es | Pays-Bas                         | 0      | | 1       | 2024 |

*1 Le palmarès de l'Australasie (union de l'Australie et de la Nouvelle-Zélande) est intégré à celui de l'Australie.
*2 Le palmarès des Îles Britanniques (nom utilisé par l'équipe du Royaume-Uni à ses débuts) est intégré à celui du Royaume-Uni.
*3 Le palmarès de la Tchécoslovaquie (dont la Tchéquie et la Slovaquie sont issues de la scission) est intégré à celui de la Tchéquie. Les joueurs de la victoire 1980 et de la finale de 1975 étaient tous d'origine tchèque et non slovaque.
*4 Le palmarès de l'Allemagne de l'Ouest (scission de l'Allemagne, en deux avec l'Allemagne de l'Est) est intégré à celui de l'Allemagne.

### Depuis la fin du "Challenge Round" (1972)
Seize nations ont remporté la Coupe Davis et vingt-et-une ont atteint la finale depuis la fin du "Challenge Round" en 1972.
| Rang | Pays           | Titres | Années de victoire                                   | Finales | Années de défaite en finale        |
| ---- | -------------- | ------ | ---------------------------------------------------- | ------- | ---------------------------------- |
| 1er  | États-Unis     | 9      | 1972, 1978, 1979, 1981, 1982, 1990, 1992, 1995, 2007 | 5       | 1973, 1984, 1991, 1997, 2004       |
| 2e   | Suède          | 7      | 1975, 1984, 1985, 1987, 1994, 1997, 1998             | 5       | 1983, 1986, 1988, 1989, 1996       |
| 3e   | Australie      | 6      | 1973, 1977, 1983, 1986, 1999, 2003                   | 6       | 1990, 1993, 2000, 2001, 2022, 2023 |
| 4e   | Espagne        | 6      | 2000, 2004, 2008, 2009, 2011, 2019                   | 2       | 2003, 2012                         |
| 5e   | France         | 4      | 1991, 1996, 2001, 2017                               | 6       | 1982, 1999, 2002, 2010, 2014, 2018 |
| 6e   | Italie         | 3      | 1976, 2023, 2024                                     | 4       | 1977, 1979, 1980, 1998             |
| 7e   | Russie         | 3      | 2002, 2006, 2021                                     | 3       | 1994, 1995, 2007                   |
| 8e   | Tchéquie       | 3      | 1980, 2012, 2013                                     | 2       | 1975, 2009                         |
| 9e   | Allemagne      | 3      | 1988, 1989, 1993                                     | 1       | 1985                               |
| 10e  | Croatie        | 2      | 2005, 2018                                           | 2       | 2016, 2021                         |
| 11e  | Argentine      | 1      | 2016                                                 | 4       | 1981, 2006, 2008, 2011             |
| 12es | Serbie         | 1      | 2010                                                 | 1       | 2013                               |
| 12es | Suisse         | 1      | 2014                                                 | 1       | 1992                               |
| 12es | Royaume-Uni    | 1      | 2015                                                 | 1       | 1978                               |
| 12es | Canada         | 1      | 2022                                                 | 1       | 2019                               |
| 16e  | Afrique du Sud | 1      | 1974                                                 | 0       |                                    |
| 17es | Inde           | 0      |                                                      | 2       | 1974, 1987                         |
| 17es | Belgique       | 0      |                                                      | 2       | 2015, 2017                         |
| 19es | Roumanie       | 0      |                                                      | 1       | 1972                               |
| 19es | Chili          | 0      |                                                      | 1       | 1976                               |
| 19es | Slovaquie      | 0      |                                                      | 1       | 2005                               |
| 19es | Pays-Bas       | 0      |                                                      | 1       | 2024                               |

La compétition devient open à partir de 1973. Pour le palmarès "Ère open" il faut donc déduire une victoire des États-Unis et une finale de la Roumanie.

### Depuis la création du "Groupe mondial" (1981)
Quinze nations ont remporté la Coupe Davis et dix-huit ont atteint la finale depuis la création du "Groupe mondial" en 1981.
La colonne participation est le nombre d'éditions où la nation a eu une chance de concourir pour le titre. Selon l'évolution du format, cela correspond à deux situations possibles :
- de 1981 à 2018 : nation faisant partie du "Groupe mondial" ;
- depuis 2019 : nation invitée pour la phase finale ou jouant la phase qualificative.

| Rang | Pays        | Titres | Années de victoire                 | Finales | Années de défaite en finale        |
| ---- | ----------- | ------ | ---------------------------------- | ------- | ---------------------------------- |
| 1re  | Suède       | 6      | 1984, 1985, 1987, 1994, 1997, 1998 | 5       | 1983, 1986, 1988, 1989, 1996       |
| 2e   | États-Unis  | 6      | 1981, 1982, 1990, 1992, 1995, 2007 | 4       | 1984, 1991, 1997, 2004             |
| 3e   | Espagne     | 6      | 2000, 2004, 2008, 2009, 2011, 2019 | 2       | 2003, 2012                         |
| 4es  | France      | 4      | 1991, 1996, 2001, 2017             | 6       | 1982, 1999, 2002, 2010, 2014, 2018 |
| 4es  | Australie   | 4      | 1983, 1986, 1999, 2003             | 6       | 1990, 1993, 2000, 2001, 2022, 2023 |
| 6e   | Russie      | 3      | 2002, 2006, 2021                   | 3       | 1994, 1995, 2007                   |
| 7e   | Allemagne   | 3      | 1988, 1989, 1993                   | 1       | 1985                               |
| 8e   | Croatie     | 2      | 2005, 2018                         | 2       | 2016, 2021                         |
| 9es  | Tchéquie    | 2      | 2012, 2013                         | 1       | 2009                               |
| 9es  | Italie      | 2      | 2023, 2024                         | 1       | 1998                               |
| 11e  | Argentine   | 1      | 2016                               | 4       | 1981, 2006, 2008, 2011             |
| 12es | Serbie      | 1      | 2010                               | 1       | 2013                               |
| 12es | Suisse      | 1      | 2014                               | 1       | 1992                               |
| 12es | Canada      | 1      | 2022                               | 1       | 2019                               |
| 15e  | Royaume-Uni | 1      | 2015                               | 0       |                                    |
| 16e  | Belgique    | 0      |                                    | 2       | 2015, 2017                         |
| 17es | Inde        | 0      |                                    | 1       | 1987                               |
| 17es | Slovaquie   | 0      |                                    | 1       | 2005                               |
| 17es | Pays-Bas    | 0      |                                    | 1       | 2024                               |

## Records
De nombreux records ont été enregistrés durant l'histoire de la Coupe Davis.

### Nations
Titres, finales et séries
Les États-Unis détiennent le record de titres: 32, de finales disputées: 61 et de titres consécutifs : 7 (de 1920 à 1926). Suivis par l'Australie avec 28 titres, 47 finales disputées, cette dernière détient le record de 25 finales consécutives (de 1938 à 1968). La France se place 3e avec 10 titres (à égalité avec le Royaume-Uni) pour 19 finales disputées. Elle est la seule autre nation à avoir remporté plus de quatre titres consécutifs : 6 (de 1927 à 1932), les États-Unis ayant aussi réalisé un quintuplé (de 1968 à 1972).
Les finales les plus fréquentes sont États-Unis - Australie (29), États-Unis - Royaume-Uni (10), et États-Unis - France (8). Les États-Unis et la France sont les deux seuls pays à avoir remporté la Coupe Davis sur toutes les surfaces (gazon, terre battue, moquette et dur).
Depuis l'abolition du "Challenge Round" en 1972 aucune nation n'a réalisé de triplé. Cinq ont réussi à conserver leur titre : les États-Unis et la Suède à deux reprises (respectivement 1978-79 puis 1981-82, et 1984-85 puis 1997-98) ainsi que l'Allemagne (1988-89), l'Espagne (2008-09) et la Tchéquie (2012-13). Toujours depuis 1972, seule la Suède a atteint consécutivement plus de trois fois la finale : 7 (de 1983 à 1989) quand les États-Unis, la Suède et l'Australie complètent la liste des nations ayant joué plus de deux finales à la suite (respectivement 1990-92, 1996-98 et 1999-2001).
La Roumanie, la Belgique et l'Inde ont échoué dans les trois finales qu'elles ont atteintes. L'Argentine a quant à elle dû attendre sa 5e finale pour remporter le son 1er saladier d'argent. Des nations titrées, l'Italie a remporté trois finales sur les neuf disputées.
Séries de victoires
Les États-Unis ont gagné 17 rencontres (entre nations) consécutives de 1968 à 1973. La seule autre série supérieure à 11 a été réalisée entre 2001 et 2004 par le Maroc avec 14 rencontres consécutivement remportées.
De 2000 à 2021, l'Espagne remporte 33 rencontres d'affilée à domicile. La seule autre série supérieure à
22 unités a été réalisée entre 1949 et 1964 par l'Italie avec 29 rencontres consécutivement remportées sur son sol.
De 1955 à 1957, l'Australie remporte 28 matches (entre joueurs) de suite. La seule autre série dépassant les 23 unités a été réalisée entre 2014 et 2016 par le Chili avec 26 matchs consécutivement remportés.
Autres
Trois nations ont remporté la compétition en jouant toutes leurs rencontres à l'extérieur : les États-Unis en 1972, la France en 2001 et l'Argentine en 2016.
Une seule équipe a gagné la finale de la Coupe Davis en étant menée deux victoires à zéro. En 1939, les Australiens ont réussi cet exploit sur le sol américain. Leur équipe était alors composée de deux joueurs : Adrian Quist et John Bromwich.
De 1937 à 1973, seuls les États-Unis et l'Australie ont remporté la Coupe Davis.
En atteignant le "Challenge Round" en 1965, l'Espagne détient le record du nombre de rencontres jouées lors d'une édition: 8.

### Individuels

#### Joueurs
Avec huit titres remportés, l'Australien Roy Emerson et l'Américain Stan Smith sont les joueurs les plus titrés individuellement. Le record de finales disputées est détenu par l'Américain Bill Tilden, avec onze participations pour sept victoires.
Tous les plus grands joueurs de simple ont gagné au moins une fois la Coupe Davis dans leur carrière : Bill Tilden (sept fois), Rod Laver, John McEnroe et Rafael Nadal (cinq fois), Fred Perry et Stefan Edberg (quatre fois), Ken Rosewall, Mats Wilander et Andre Agassi (trois fois), Donald Budge, Boris Becker et Pete Sampras (deux fois), Pancho Gonzales, Björn Borg, Jimmy Connors, Ivan Lendl, Novak Djokovic, Roger Federer et Andy Murray (une fois). Globalement, tous les joueurs ayant remporté au moins huit titres du Grand Chelem en simple ont aussi gagné la Coupe Davis.
Parmi les joueurs qui ne l'ont jamais remportée, on peut citer Ilie Năstase et David Nalbandian (trois finales perdues), Manuel Santana (deux), Ellsworth Vines, Jack Crawford et Guillermo Vilas (une) et Jaroslav Drobný et Gustavo Kuerten (aucune disputée).
Les plus grands champions de double ont également tous été sacrés en Coupe Davis au moins une fois : John Newcombe et Tony Roche (cinq fois), John Bromwich et Todd Woodbridge (deux fois), Adrian Quist, Mark Woodforde, Mike Bryan et Bob Bryan (une fois). Globalement, tous les joueurs ayant remporté au moins neuf titres du Grand Chelem en double ont aussi été sacrés en Coupe Davis.
Parmi les grands joueurs de double qui ne l'ont jamais remportée, on peut citer George Lott (trois finales perdues) et Daniel Nestor et Leander Paes (aucune disputée).

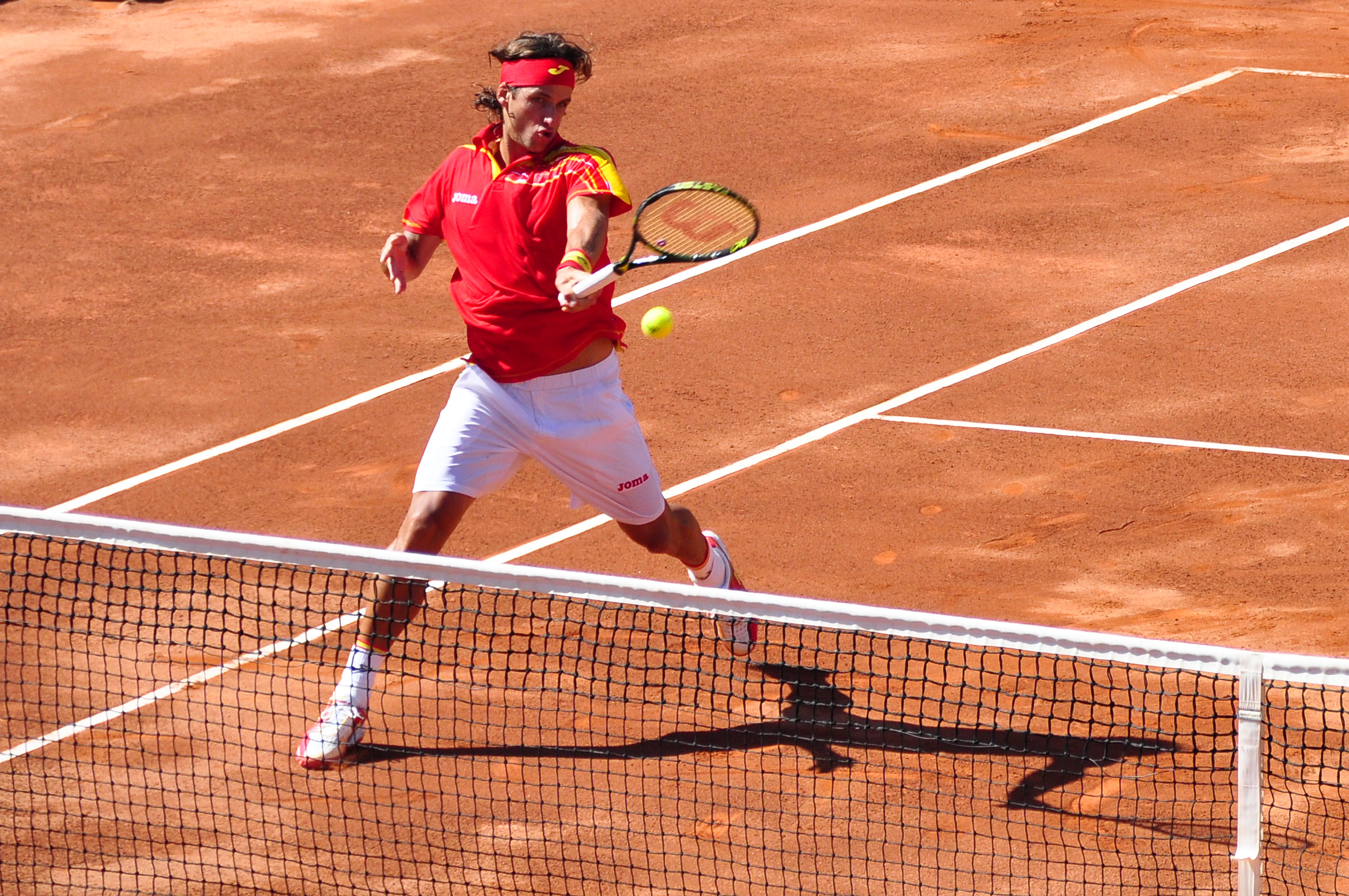
Feliciano López en demi-finales de la Coupe Davis 2009.

Moins connu du grand public, l'Espagnol Feliciano López a gagné cinq fois le trophée entre 2004 et 2019. Le Suédois Anders Järryd participe quant à lui aux sept campagnes successives entre 1983 et 1989 durant lesquelles son équipe arrive à chaque fois en finale (pour en remporter trois).
L'Italien Nicola Pietrangeli détient le record du nombre de matchs disputés (164 entre 1954 et 1968). Il n'a cependant jamais remporté l'épreuve en tant que joueur. Il détient aussi les records de victoires en simple (78), et du double le plus souvent victorieux (34) avec Orlando Sirola. Le record de victoires en double est détenu par l'Indien Leander Paes (45).
Le Chypriote Márcos Baghdatís détient le record de la plus longue série de victoires en simple (36 entre 2003 et 2016), mais son pays n'a jamais dépassé le stade du Groupe continental II. Si l'on s'en tient aux matchs d'« élite », le Suédois Björn Borg a enchaîné 33 victoires consécutives en simple entre 1973 et 1980, tout en remportant la coupe en 1975. La paire indienne formée par Leander Paes et Mahesh Bhupathi a réussi quant à elle la plus longue série de victoires en double (24 entre 1997 et 2010).
L'Espagnol Rafael Nadal est invaincu depuis septembre 2005, soit 32 rencontres consécutives remportées - simple et double. Il s'agit de la plus longue invincibilité dans la compétition.
L'Américain Tut Bartzen a gagné les seize matchs de Coupe Davis qu'il a disputés entre 1952 et 1961 (quinze simples et un double).
Donald Budge (en 1937) et John McEnroe (en 1982) sont les deux seuls joueurs à avoir gagné le nombre maximal de matchs possibles sur une édition, simple et double compris (douze matchs sur douze, huit simples et quatre doubles).
En s'imposant dans le cinquième match lors des finales de 2012 puis 2013, Radek Štěpánek devient de son côté le plus vieux joueur à gagner le simple décisif, et le premier à le remporter deux années de suite,.
Parmi les grands champions les plus assidus, Ilie Năstase a joué 146 matchs (simples et doubles), Guillermo Vilas 81, Stefan Edberg et Roger Federer 70, John McEnroe 69, Boris Becker 65 et Mats Wilander 61.

#### Capitaines
Sacré à seize reprises en tant que capitaine de l'équipe d'Australie, Harry Hopman est l'homme le plus titré dans l'histoire de la compétition, capitaines et joueurs confondus.

### Rencontres
Le match le plus long de l'histoire de la Coupe Davis est le double opposant la paire suisse Stanislas Wawrinka - Marco Chiudinelli aux Tchèques Tomáš Berdych et Lukáš Rosol lors du premier tour de l'édition 2013, le 2 février dans la halle 7 du Palexpo à Genève. Le duo tchèque s'impose après 7 h 2 min de match, sur le score de 4-6, 7-5, 4-6, 7-6, 22-24. 91 jeux seront inscrits durant la partie, ce qui constitue un autre record.
Le simple le plus long est celui entre l'Argentin Leonardo Mayer et le Brésilien João Souza au premier tour de l'édition 2015, le 8 mars au Tecnópolis de Buenos Aires. Le premier nommé, à domicile, l'emporte en 6 h 43 min, sur un score de 7-6, 7-6, 5-7, 5-7, 15-13. Parmi les autres matches marathons, on peut citer la victoire de l'Américain John McEnroe contre le Suédois Mats Wilander en 1982, lors des quarts de finale au Checkerdome de Saint-Louis, dans le Missouri (9-7, 6-2, 15-17, 3-6, 8-6 en 6 h 22 min), puis sa défaite contre l'Allemand Boris Becker durant les barrages de 1987 au Civic Center d'Hartford, dans le Connecticut (4-6, 15-13, 8-10, 6-2, 6-2 en 6 h 21 min).
La finale de 1996 est la première dans l'histoire de la compétition où la Coupe se joue dans le cinquième set du cinquième match. Le Français Arnaud Boetsch s'y impose 10-8, en sauvant trois balles de match sur son service à 7-8, 0-40 face au Suédois Nicklas Kulti.
Le 21 novembre 2014, le Stade Pierre-Mauroy, situé à Villeneuve-d'Ascq (Lille) et configuré en arena, accueille 27 432 spectateurs pour le premier duel de la finale France-Suisse, qui oppose Jo-Wilfried Tsonga à Stanislas Wawrinka. C'est le record d'affluence pour un match de Coupe Davis. Le précédent datait de 2004, lors du choc entre Carlos Moyà et Andy Roddick en finale d'Espagne-États-Unis, où 27 200 spectateurs s'étaient rendus au Stade olympique de Séville, et avant cela 1954, pour la finale Australie-États-Unis à Sydney, à laquelle 25 578 spectateurs assistaient.
En 2002, la Russie gagne la Coupe Davis en France lors du cinquième match, grâce à une victoire en cinq manches de Mikhail Youzhny sur Paul-Henri Mathieu après avoir été mené deux manches à zéro. C'est la seule fois où un pays s'est imposé sur un tel renversement dans la dernière rencontre.
L'affrontement le plus serré de l'histoire a lieu lors des barrages de 2003, quand la Roumanie s'impose en Équateur par trois victoires à deux, toutes en cinq sets. Avec 21 h 37 min de durée cumulée (et 281 jeux inscrits), c'est aussi la plus longue rencontre de la compétition. Seule la finale de la Zone Est en 1974 entre l'Inde et l'Australie compte un plus grand nombre de jeux marqués (327).

## Statistiques

### Nombre de nations engagées
Alors qu'initialement la Coupe Davis ne constitue qu'un challenge entre les États-Unis et la Grande-Bretagne lors de ses trois premières éditions, six nations sont ajoutées jusqu'en 1913.
Le nombre de pays participants augmente régulièrement malgré les deux guerres, et la progression s'intensifie dans les années 1980 pour atteindre le cap de cent participants en 1993.
Depuis 2000, environ 125 pays prennent part à la compétition chaque année.

### Hôtes, surfaces et environnements en finale
Mis à jour avec la finale de l'édition 2023.
Hotes
Le classement des pays ayant reçu le plus de finales de Coupe Davis ainsi que les villes et les stades/complexes tennistiques l'ayant hébergé plusieurs fois :
| Rang | Pays             | #  |
| ---- | ---------------- | -- |
| 1er  | États-Unis       | 30 |
| 2e   | Australie        | 25 |
| 3e   | France           | 13 |
| 4e   | Royaume-Uni      | 9  |
| 4e   | Espagne          | 9  |
| 6e   | Suède            | 6  |
| 7es  | Allemagne        | 3  |
| 7es  | Russie           | 3  |
| 9es  | Nouvelle-Zélande | 2  |
| 9es  | Tchéquie         | 2  |
| 9es  | Serbie           | 2  |
| 12es | Roumanie         | 1  |
| 12es | Chili            | 1  |
| 12es | Italie           | 1  |
| 12es | Slovaquie        | 1  |
| 12es | Argentine        | 1  |
| 12es | Belgique         | 1  |
| 12es | Croatie          | 1  |

| Rang | Ville             | #  |
| ---- | ----------------- | -- |
| 1res | New York          | 11 |
| 1res | Melbourne         | 11 |
| 3e   | Londres           | 9  |
| 4e   | Paris             | 7  |
| 5e   | Sydney            | 6  |
| 6e   | Philadelphie      | 5  |
| 7es  | Adélaïde          | 4  |
| 7es  | Cleveland         | 4  |
| 7es  | Göteborg          | 4  |
| 10es | Brisbane          | 3  |
| 10es | Malaga            | 3  |
| 10es | Moscou            | 3  |
| 10es | Villeneuve-d'Ascq | 3  |
| 14es | Prague            | 2  |
| 14es | Barcelone         | 2  |
| 14es | Séville           | 2  |
| 14es | Madrid            | 2  |
| 14es | Belgrade          | 2  |
| 14es | Boston            | 2  |

| Rang | Stade/Complexe                         | #  |
| ---- | -------------------------------------- | -- |
| 1er  | West Side Tennis Club, New York        | 10 |
| 2e   | All England Club, Londres              | 9  |
| 3e   | Stade de Kooyong, Melbourne            | 7  |
| 4e   | Stade de Roland Garros, Paris          | 6  |
| 5es  | Germantown Cricket Club, Philadelphie  | 5  |
| 5es  | White City Stadium, Sydney             | 5  |
| 7es  | Memorial Drive, Adélaïde               | 4  |
| 7es  | Scandinavium, Göteborg                 | 4  |
| 9es  | Milton Courts, Brisbane                | 3  |
| 9es  | Harold Clark Courts, Cleveland         | 3  |
| 9es  | Stade olympique, Moscou                | 3  |
| 9es  | Stade Pierre-Mauroy, Villeneuve-d'Ascq | 3  |
| 9es  | Martín Carpena, Malaga                 | 3  |
| 14es | Palau Sant Jordi, Barcelone            | 2  |
| 14es | Stade olympique, Séville               | 2  |
| 14es | Belgrade Arena, Belgrade               | 2  |
| 14es | Longwood Cricket Club, Boston          | 2  |

Les autres villes ayant accueilli la finale (une seule fois) sont :
- États-Unis (8) : Haverford, Charlotte, Rancho Mirage, Cincinnati, San Francisco, St. Petersburg, Fort Worth, Portland
- France (3) : Grenoble, Lyon, Nice
- Allemagne (3) : Munich, Stuttgart, Düsseldorf
- Nouvelle-Zélande (2) : Christchurch, Auckland
- Suède (2) : Stockholm, Malmö
- Roumanie : Bucarest
- Chili : Santiago
- Italie : Milan
- Slovaquie : Bratislava
- Argentine : Mar del Plata
- Belgique : Gand
- Croatie : Zagreb

Le stade de Roland-Garros à Paris (France) a accueilli le record de 6 finales de suite. La France y a gagné le record de cinq victoires en finale de suite dans la même ville.
Surface
111 finales ont été disputées (celle de 1974 n'a pas été jouée) sur les quatre surfaces selon la répartition suivante:
- gazon: 55 fois, la dernière en 2003,
- terre battue: 27 fois, la dernière en 2018,
- moquette: 11 fois, la dernière en 1997,
- dur: 18 fois, la dernière en 2024.

Environnement
69 finales se sont déroulées en extérieur et 42 en intérieur. La dernière finale en extérieur était celle de l'édition 2003.